# Liste der Naturdenkmale in Frickenhausen (Württemberg)
| Naturdenkmale | Anzahl |
| ------------- | ------ |
| FND           | 5      |
| END           | 7      |
| Gesamt        | 12     |

Die Liste der Naturdenkmale in Frickenhausen nennt die verordneten Naturdenkmale (ND) der im baden-württembergischen Landkreis Esslingen liegenden Gemeinde Frickenhausen. In Frickenhausen gibt es insgesamt zwölf als Naturdenkmal geschützte Objekte, davon fünf flächenhafte Naturdenkmale (FND) und sieben Einzelgebilde-Naturdenkmal (END).
Stand: 30. Oktober 2016.

## Flächenhafte Naturdenkmale (FND)
| Name                                      | Bild | Kennung     | Einzelheiten  | Position | Fläche Hektar | Datum         |
| ----------------------------------------- | ---- | ----------- | ------------- | -------- | ------------- | ------------- |
| Basalttuff im Gewann Egert                | BW   | 81160201512 | Frickenhausen | ⊙        | 0,4           | 20. Feb. 1995 |
| Beurener Bach                             |      | 81160201511 | Frickenhausen | ⊙        | 2,0           | 20. Feb. 1995 |
| Eichen- und Buchenbestand im Gewann Trauf | BW   | 81160201509 | Frickenhausen | ⊙        | 1,0           | 20. Feb. 1995 |
| Feuchtgebiet im Gewann Neue Wiesen        | BW   | 81160201506 | Frickenhausen | ⊙        | 0,9           | 20. Feb. 1995 |
| Lehmgrube im Gewann Geiselrain            | BW   | 81160201513 | Frickenhausen | ⊙        | 4,7           | 20. Feb. 1995 |
| Legende für Naturdenkmal                  |      |             |               |          |               |               |

## Einzelgebilde (END)
| Name                                    | Bild | Kennung     | Einzelheiten                                              | Position | Fläche Hektar | Datum         |
| --------------------------------------- | ---- | ----------- | --------------------------------------------------------- | -------- | ------------- | ------------- |
| Baumgruppe im Gewann Vordere Hohenreute |      | 81160201510 | Frickenhausen                                             | ⊙        | 0,0           | 20. Feb. 1995 |
| Kastanien                               | BW   | 81160201501 | Frickenhausen                                             | ⊙        | 0,0           | 25. Aug. 1983 |
| Linde bei der Ev. Kirche                | BW   | 81160201508 | Frickenhausen                                             | ⊙        | 0,0           | 20. Feb. 1995 |
| 1 Linde (Lutherlinde)                   | BW   | 81160201504 | Frickenhausen                                             | ⊙        | 0,0           | 25. Aug. 1983 |
| 1 Linde und 1 Kastanie                  | BW   | 81160201505 | Frickenhausen                                             | ⊙        | 0,0           | 25. Aug. 1983 |
| 1 Linde                                 | BW   | 81160201502 | Frickenhausen Nicht mehr in der LUBW-Datenbank vorhanden. | ⊙        | 0,0           | 25. Aug. 1983 |
| 1 Linde                                 | BW   | 81160201503 | Frickenhausen                                             | ⊙        | 0,0           | 25. Aug. 1983 |
| Legende für Naturdenkmal                |      |             |                                                           |          |               |               |